# Frank Colacurcio
Frank Colacurcio (Seattle, 18 giugno 1917 – Seattle, 2 luglio 2010) è stato un mafioso statunitense, uno dei capi della famiglia mafiosa denominata famiglia Colacurcio.

## Biografia
La famiglia, di origine Italiana, era attiva nello Stato di Washington e aveva il suo quartier generale a Seattle. Nel 1943 viene condannato per aver avuto rapporti sessuali con una minorenne e sei anni dopo per tentata violenza sessuale. Proprietario di una catena di strip-bar, Frank Colacurcio Senior nel 1971 viene condannato per corruzione di forze di polizia ed estorsione. In quel periodo, secondo la polizia dell'Stato di Washington incontra Salvatore "Bill" Bonanno, figlio del leggendario boss mafioso di New York Giuseppe "Joe Bananas" Bonanno. Nel 1991 viene condannato per evasione fiscale, ma la sentenza fu ribaltata in appello.
Nel 2003 assieme al figlio Frank Jr. viene coinvolto nel cosiddetto Strippergate, una sorta di scandalo che investì le amministrazioni locali in seguito a una maxi-indagine sui locali a luci rosse, corruzione, estorsione e assassini di matrice mafiosa nello Stato di Washington. Nel 2005 in un'indagine condotta da Polizia di Seattle, dall'FBI e dalla polizia di altri 12 Stati, Colacurcio viene condannato per frode fiscale e appare come ponte tra la criminalità organizzata e l'amministrazione comunale di Seattle che avrebbe nel corso degli anni favorito le sue attività commerciali dietro versamento di ingenti somme di denaro, superiori al limite previsto per le donazioni. Colacurcio Sr. e Jr. vengono prosciolti, ma successivamente Frank Jr. viene condannato per un altro crimine. Nel 2006 la Suprema Corte dello Stato di Washington riapre il processo per quanto riguarda l'accusa di corruzione di politici e amministratori locali. Frank Colacurcio muore il 2 luglio 2010 all'età di 92 anni al Medical center presso l'Università del Washington.